# Ispace (японська компанія)
ispace Inc. — публічна японська компанія, яка розробляє роботизовані космічні апарати та інші технології, у рамках контрактів на транспортування та дослідницьких місій, від космічних агентств та приватних замовників. Місія ispace полягає в тому, щоб дозволити своїм клієнтам знаходити, картографувати та використовувати природні ресурси Місяцю.
З 2013 по 2018 рік ispace була власником і оператором команди Hakuto, яка змагалася за призовий фонд Google Lunar X Prize (GLXP). Команда розробила місяцехід під назвою Sorato та була обрана одним з п'яти фіналістів конкурсу.
Наразі штаб-квартира ispace розташована в Японії, в Токіо, з офісами також у США та Люксембурзі. Засновником і генеральним директором компанії є Такеші Хакамада.

## Програма Hakuto-R
У 2018 році ispace підписала угоду з Draper, а у серпні 2019 року ispace оголосила про реструктуризацію своєї місячної програми, яка відтоді має назву Hakuto-R. Реструкуризація пов'язується зі зростанням попиту на послуги з доставки корисного вантажу в галузі дослідження Місяця, особливо після контракту «Комерційних послуг з виведення корисного навантаження на Місяць» (CLPS) від НАСА, укладеного з компанією Draper та її партнерами, включаючи ispace.
11 грудня 2022 року було здійснено запуск Місії 1 Hakuto-R ракетою Falcon 9 Block 5. 21 березня 2023 року апарат вийшов на місячну орбіту, а 25 квітня 2023 року було здійснено спробу посадки на Місяць. Зв'язок з Hakuto-R було втрачено під час останніх моментів спуску на поверхню Місяця 25 квітня. Аналіз визначив, що втрата палива на завершальному етапі посадки призвела до стрімкого спуску і жорсткої посадки на місячну поверхню.
Запуск Місії 2 Hakuto-R заплановано на кінець 2024 року.